# 侯
侯（こう）は、封建制において特定の領域を支配する封建領主や、その爵位の一種をあらわす漢語である。日本の人物に対しては、大名、藩主のことを指して使われた。
また、侯は王に近侍する重臣や、王の支配する国の周囲を固める地方支配者に対して授けられる称号としても使われる。しかし、後述するように東アジア以外の地域の王侯貴族の称号として侯を使う場合には、必ずしも王の臣下ではない者の称号の訳語として侯が使われることもある。
なお「侯」という漢字は元々「矢の的」を意味する語を表す文字で、その形も矢が的を射るさまを象った象形文字に由来する。この文字を爵位や貴人を指す語に用いるのは仮借による。

## 東アジアの侯
古代中国の理想として理念化された周の制度では、天下の最高支配者である天子たる周王から封土を与えられて、その内側において天子にかわって「君（統治者）」として振る舞うことが許された世襲的な首長が侯であり、全ての侯を総称して「諸侯」と呼ばれる。
日本語における音のよく似た語に公があり、やはり古代中国の各国の首長を指す称号即ち封号として使われ、「公侯」というようにしばしば併称される。このためこのふたつは混同されることがあるが、公はもともと国家のことを指し、国家を体現する支配者のことをも意味するようになった語である。すなわち、公は国の内側から君をみた称号であり、これに対して、侯は天下の全体を支配する天子の側から各国の君をみた称号であるという違いがある。
中国において、王が侯の称号を爵位として授けたものが侯爵である。周制の理想像においては、侯爵は公爵に次ぐ五等爵の第2位で、衛などの周王室の親族出身の国、斉などの周の功臣を祖とする国、陳などの旧王朝の末裔を称する国の君の爵位とされた。
前漢では、郡国制のもとで国の支配権を許された王族の諸侯王は「王」や「公」を称号として与えられており、伝統的な五等爵は使われなくなった。しかしかわって戦国時代の秦の軍事制度に基づいた二十等の爵位が設けられるが、その最上位が徹侯（列侯）、その次位が関内侯と呼ばれていた。
列侯は国の統治権は与えられないが食封として戸から収められる税を受け取る権利を与えられた。これに対して関内侯は侯といっても原則として封も与えられず、禄（年金）が支給されるのみである。その後、西晋において侯を含む五等の爵位が復活し、様々な変遷を経つつ20世紀初頭の清の滅亡に至るまで、功臣に与えられる爵位として侯が存在した。
また、普通名詞として諸侯の地位にある者を意味する侯も広く使われ、例えば「王侯貴族」とか「王侯将相」というように侯と王とを併称する用法がみられた。日本の江戸時代の大名、藩主を諸侯と言ったり封侯、藩侯と言ったりするのは、江戸時代の徳川将軍家を頂点とする封建制を古代中国の封建制になぞらえたものである。

## ヨーロッパの侯
侯は、東アジアにおける用例から転じてヨーロッパで貴族の称号として用いられるいくつかの語の訳語になっている。侯と訳されるヨーロッパ諸語は、大きく分けてラテン語のプリンケプス(英語ではプリンス）と同系統の称号に関連するものと、フランク王国の官職である辺境伯に由来する称号に関連するものの2種類がある。
プリンケプスの語はもともと「第一人者」を原義とし、ローマ皇帝の称号に由来する君主の称号で、中世以降のヨーロッパでは一定の領域を支配する有力な貴族のことを指した。このようなプリンケプス系統の称号をもつ支配者は日本語では公あるいは大公と訳すことが多いが、公爵が訳語として定着しているラテン語のdux（英語のduke）系統の称号との混同を避けるため、侯と訳す場合がある。また、フランス王国の領邦君主、神聖ローマ帝国の帝国諸侯などもラテン語でプリンケプスと称したので、このような意味でヨーロッパの有力貴族階層一般についても侯、諸侯という語が使われている。特に、ドイツ語のフュルストやそれと同系統の称号は、侯と訳すことが慣例になっている。
辺境伯（ドイツ語でMarkgraf）は、フランク王国において異民族と接する最前線の国境地帯である辺境区(Mark)においた特別な権限をもつ伯(Graf)のことを指し、後に地方の実権を掌握して大公（Herzog、ラテン語のdux）に次ぐ有力な領邦君主に成長した。このドイツ語のMarkgrafがフランス語化したのが marquis（ラテン語 marchio, 英語 marquess）であり、のちにフランス、イギリスなど西ヨーロッパの諸国で、伯(comes/earl)よりも強力で、公(dux)に準じる権威をもった有力領主の称号として用いられるようになった。これが公と伯の間の地位であることから古代中国の五等爵にあわせて侯と訳されるようになり、侯の称号が王から授けられる爵位の一種となったものを侯爵と日本語で呼ぶ。
なお、ドイツではフランスやイギリスの侯爵（marquis, marquess）にあたる称号は「辺境伯」なので、それに相応する爵位は本来存在しない。しかし、領邦君主たちから臣下に与えられる爵位の最高位としてフュルスト（Fürst、ラテン語でprinceps）という位があり、伯(Graf)の上に位置することから、侯あるいは侯爵と訳すことが慣例になっている。

## それ以外の地域における侯
東アジアとヨーロッパを除いた地域、東南アジア、南アジア、西アジア、アフリカ、アメリカなどで王や皇帝と訳されるほど強力ではない君主は、君侯、藩侯、土侯など侯に由来する様々な訳語で呼ばれることがある。
こうした君主が実際に名乗っている称号は、トルコ語のベイ、アラビア語のアミールのようにもともと部族の長が名乗っていたようなものから、スルタンのようにもともとは強力な権威をもった王者を指した称号をもっているにもかかわらず支配領域が乏しく王と呼ぶほどではないという理由から侯と呼ばれているものまで様々であり、現地で使われる語と日本語の間に一対一の定訳がないことがほとんどである。